# Eventuell, eventuell
Eventuell, eventuell bzw. kurz Eventuell ist ein von Heinz Gietz und Kurt Feltz geschriebener Schlager aus dem Jahr 1955. Gesungen wurde das Lied von der Schauspielerin und Sängerin Caterina Valente gemeinsam mit Peter Alexander in dem Musikfilm Liebe, Tanz und 1000 Schlager, bevor es als Single bei Polydor veröffentlicht wurde. Das Lied wurde ein Top-10-Hit in den erst 1954 eingeführten deutschen Singlecharts und die Single stieg dort bis auf Platz fünf.

## Hintergrund und Veröffentlichung
Eventuell, eventuell wurde von den Schlager- und Filmkomponisten Heinz Gietz und Kurt Feltz gemeinsam mit weiteren Stücken für den Musikfilm Liebe, Tanz und 1000 Schlager geschrieben, der 1955 von CCC-Film veröffentlicht wurde. In dem Film wird das Lied von Caterina Valente gemeinsam mit Peter Alexander und unter Begleitung des Orchesters von Kurt Edelhagen gesungen. Die Single erschien im gleichen Jahr unter dem Titel Eventuell bei Polydor, auf der B-Seite befand sich das ebenfalls aus dem Film stammende Lied Sing, Baby, Sing, das ebenfalls von dem Duo gesungen wurde.

## Text und Musik

Logo von Liebe, Tanz und 1000 Schlager

Bei dem Lied handelt es sich um einen Schlager im 4/4-Takt. Begleitet wird der Gesang durch ein Orchester, von dem auch ein kurzes und jazziges Intro gespielt wird.
In dem Text dreht es sich um eine Flirterei zwischen den beiden Protagonisten, wobei Peter Alexander mit Caterina Valente anbandelt. Alexander singt, dass er Caterina eventuell ausführen und, ebenfalls eventuell, später wieder nach Haus bringen möchte. Dabei beginnt das Lied mit dem doppelten Refrain aus

„Eventuell,

eventuell,

führ' ich Dich heute aus,

führ' ich Dich heute aus.

Eventuell,

eventuell,

bring' ich Dich hinterher nach Haus'.“

Dabei wird der Teil „Eventuell, eventuell“ von Peter Alexander und Caterina Valente gemeinsam gesungen und der jeweils zweite Teil von Alexander allein, während Valente ein Trällern in Form eines „La-la-la-la“ beisteuert. Es folgt eine Strophe, gesungen im Wechsel von Alexander und Valente und teilweise ebenfalls durch das „La-la-la-la“ von Valente begleitet:

„Wenn ich bei Tanzmusik,

dir tief in's Auge blick,

dann fühl' ich ganz genau,

dass Du nicht böse bist,

wenn Dich ein Mann mal küsst,

der Dir sympathisch ist.“

Auf die erste Strophe folgt erneut der Doppelrefrain und eine weitere, musikalisch veränderte, Strophe. Danach wird das Thema instrumental vom Orchester gespielt. Danach wird die komplette Abfolge mit beiden Strophen nochmals gesungen.

## Chartplatzierung
Die Single Eventuell stieg am 1. Oktober 1955 in die deutschen Singlecharts ein und blieb dort insgesamt sieben Monate, bis sie am 1. Juni 1956 zum letzten Mal notiert war. Sie stieg bis in die Top-10 und erreichte mit Platz 5 ihre höchste Notierung. In Österreich und der Schweiz konnte sich das Lied dagegen nicht platzieren.
Sowohl Caterina Valente wie auch Peter Alexander waren zum Zeitpunkt des Erscheinens von Film und Single beliebte Sänger und Schauspieler und hatten mehrere Lieder veröffentlicht und in mehreren Filmen gespielt. Mit der Einführung der deutschen Singlecharts im Jahr 1954 tauchten ihre Hits von Beginn an auch hier auf. Caterina Valente hatte bereits 1954 mit Ganz Paris träumt von der Liebe einen Nummer-eins-Hit und konnte sich mit Baiao-Bongo 1955 Platz 2 platzieren. Eventuell war für sie die neunte Top-10-Platzierung in den Charts. Peter Alexander erreichte mit Eventuell die Top 10 zum zweiten Mal, nachdem er sich im Vorjahr mit Das süße Mädi auf Platz 2 platzieren konnte.
Auch die Komponisten Heinz Gietz und Kurt Feltz konnten in ihrer Karriere zahlreiche Charterfolge erzielen. Sie arbeiteten seit 1953 mit Caterina Valente zusammen und waren entsprechend an ihren Erfolgen beteiligt.

## Coverversionen
Das Lied wurde vereinzelt gecovert. Helmut Weglinski veröffentlichte im Erscheinungsjahr 1955 eine Version gemeinsam mit seinem Bar-Quintett und dem Sänger Harald Gregor. 1958 erschien eine Version von Jenny Johnson & Fred Bertelmann mit dem Orchester von Ernst Jäger und im gleichen Jahr erschien eine Version auf Schwedisch unter dem Titel Eventuellt eventuellt, gesungen von Git Pehrson. Die SWR Big Band nahm das Lied auf ihrem Album Die Männer sind alle Verbrecher ... Frauen sind keine Engel im Jahr 2003 auf sowie nochmals gemeinsam mit Götz Alsmann im Jahr 2018 auf Eventuell .... Esmeraldas Taxi veröffentlichte das Lied 2009 auf ihrem gleichnamigen Album mit weiteren Caterina-Valente-Coverversionen.

## Belege
1. ↑  
Liebe, Tanz und 1000 Schlager (1955) – Soundtracks in der Internet Movie Database (englisch); abgerufen am 27. Mai 2022.
2. ↑  
Caterina Valente & Peter Alexander – Eventuell bei Discogs; abgerufen am 27. Mai 2022.
3. 1 2 3  Eventuell, Songtext von Caterina Valente & Peter Alexander auf songtexte.com, abgerufen am 27. Mai 2022.
4. 1 2 3  Caterina Valente & Peter Alexander – Eventuell auf chartsurfer.de; abgerufen am 27. Mai 2022.
5. ↑  Caterina Valente auf chartsurfer.de; abgerufen am 27. Mai 2022.
6. ↑  Peter Alexander auf chartsurfer.de; abgerufen am 27. Mai 2022.
7. 1 2  Caterina Valente & Peter Alexander – Eventuell, eventuell auf cover.info, abgerufen am 27. Mai 2022.